# 六帶叉牙鯻
六帶叉牙鯻（學名：Helotes sexlineatus）又名叉牙鯻，俗稱雞仔魚、三峰鯻、斑梧、屎龟，是叉牙鯻屬的唯一一種，為輻鰭魚綱日鱸目鯻科的一屬，傳統上歸類於鱸形目。

## 分布
本魚分布於西太平洋臺灣海峽、中国南海、东海南部、日本、菲律宾、越南、印度尼西亚、澳洲東部、巴布亞紐幾內亞半鹹水、海域，属于热带和亚热带近海底层鱼类。
其一般栖息于泥沙底质和岩礁附近的海区以及也可生活于咸淡水或淡水水域。该物种的模式产地在澳大利亚沙克湾。

## 特徵習性
本魚體延長而側扁，體色為銀色，體側具有6條深色縱紋，體長可達15公分，成魚棲息在河口、沿海沙泥底質底中層水域，屬肉食性，以小型無脊椎動物、水生昆蟲為食。成魚會守護卵，並搧動魚鰭提供卵足夠的氧，